# Табори інтернованих частин УГА

Військовополонені Української Армії у таборі Ліберець. 18 березня 1921.

Табори інтернованих частин УГА в Чехо-Словаччині — існували в Німецькому Яблонному, Ліберці та Йозефові.
У Німецькому Яблонному були інтерновані частини Гірської бригади та груп «Глибока» і «Крукеничі», які внаслідок польського наступу в травні 1919 були відрізані від головних сил УГА і змушені перейти на Закарпаття, де їх роззброєно і перевезено до табору в Німецькому Яблонному. Чеська влада ставилася до українських вояків і старшин дуже прихильно; вони одержували повний військовий харч і платню нарівні з чеським військом, могли виходити з табору і навіть їздити до Праги на підставі українських військових документів. Українські частини у таборі для інтернованих в Німецькому Яблонному були організовані в Українську Бригаду в ЧСР (80 старшин і 5 000 вояків).
У Ліберці від 10. 9. 1920 перебувала т. зв. група генерала Кравса, яка у серпні 1920 покинула фронт Армії УНР над Дністром і через Гуцульщину перейшла на Закарпаття (300 старшин і 500 вояків), та 130 старшин і вояків, що прибули з італійського табору полонених у Монте Кассіно. У квітні 1921 Т.і. з Нім. Яблонного і Ліберця переведено до Йозефова (бл. 4 000 осіб), де він проіснував до 1926.
Число вояків у Т.і. зменшувалося вже з 1921, бо чеська влада почала формувати з вояцтва робочі сотні (1921 їх було 70 у різних місцях Чехо-Словаччини), дехто (з 1923) повернувся до Галичини, а більшість старшин переїхала на студії до Праги, Подєбрад, Брна і Пршібраму. Після ліквідації Т.і. в Йозефові, колишні вояки перейшли на статус політ. емігрантів, дехто прийняв чехо-словацьке громадянство. У Т.і. (зокрема в Нім. Яблонному) ведено військовий вишкіл, курси для неписьменних, вищої загальної освіти, гімназійні, семінарійні і фахові різного рівня; врешті, заг.-культ.-осв. роботу (хори, театр, бібліотеки, видавнича діяльність тощо).